# Шилка (город)
Ши́лка — город (с 1951 года) в Забайкальском крае России, административный центр Шилкинского района и городского поселения «Шилкинское».
Население — 12 046 чел. (2021).

## Этимология
Основан в первой половине XVIII века как казачье село Шилка, с 1951 года — город. Названием город обязан реке Шилка, известной с самого начала освоения Забайкалья русскими землепроходцами. Название «Силькарь» по-эвенкийски — узкая долина, впоследствии в русифицированном виде — Шилкарь, относилось ко всей реке от истока реки Онон до устья Амура.

## Географическое положение
Город расположен в долине реки Шилки (левый приток реки Амур), в 210 км от Читы по трассе «Амур», по Транссибу — 248 км.

## История
Селение Шилка получило известность с 1765 года как казачий караул Шилкинский на левом берегу реки. Первыми здесь поселились казаки станицы Митрофановской Забайкальского казачьего войска, которых привлекали плодородные земли в долине реки.
В 1897 году река затопила станицу Митрофановскую, разрушила строящееся паровозное депо, станцию и пристань, куда приходили грузы для строительства железной дороги. Большинству казаков пришлось переселяться на более высокое место, к посёлку Шилкинский. Здесь же стала строиться станция с основным паровозным депо. Ко времени сдачи дороги в эксплуатацию станция имела главный и три вспомогательных пути, два тупика (сейчас это пути нечётного парка). Было построено 2 корпуса депо, трехниточный и однониточный с вытяжками в обе стороны. Служебные и жилые здания располагались в районе современных улиц Ленина и Станционной от бывшего железнодорожного клуба до депо и в северной части — по нынешним улицам Советской, Кооперативной и Физкультурной. По переписи 1907 года жителей в посёлке было 922 человека, а по переписи 1910 года было 1652 души обоего пола, из них железнодорожных служащих и рабочих — 560 душ, казаков — 408 душ, разночинцев — 684 души. В 1910 году было открыто двухклассное
училище Министерства просвещения.
После сдачи в 1903 году в эксплуатацию КВЖД и Кайдаловской ветви к ней основным направлением Забайкальской железной дороги стал ход Верхнеудинск — Чита — Маньчжурия. Участок Карымская — Сретенск стал тупиковым, развитие его, в том числе и станции Шилка, замедлилось. В книге «Обзор коммерческой деятельности Забайкальской железной дороги за 1912 год» приводятся данные по станции. Полезная длина станционных путей, кроме главного, — 2486,98 погонных сажен (столько же, как и в 1900 году). Складские помещения и весовые приборы: пакгаузы — площадью 25,90 квадратных сажен, вместимостью 8 вагонов, крытые платформы — площадью 26,98 кв. сажен вместимостью 9 вагонов, весы — одни вагонные и двое десятичных. Штат станции: начальник станции, два его помощника, коммерческий конторщик, весовщик. Главнейшие грузы: по прибытию — хлебные, лесные; по отправлению — сено, хлебные грузы, уголь. В районе станции (15 — 80 верст) — золотые прииски частновладельцев Старновского, Казакова, Полутова и др. Население около приисков — до 5 тысяч человек.
В конце 1913 года открылось сквозное движение поездов от Благовещенска до Санкт-Петербурга. Станция вошла в состав Транссибирской магистрали, резко возросли объёмы грузоперевозок. И всё же заселение Шилки и освоение прилегающих территорий продвигалось медленно. В посёлке территория нынешней площади Мира, Соцгорода использовалась под сенокосы, да ещё оставалась болотисто-озёрная местность. К 1923 году население его составляло всего 2193 человека.
До образования Шилкинского района Шилка была центром Шилкинской волости, в состав которой входил 21 сельский совет.
Началось развитие Шилки со второй половины 1920-х годов и, особенно, в 1930-е годы. Этому способствовало несколько факторов. Во-первых, в 1926 году в стране была произведена административная реформа, было введено окружное и районное деление, Шилка стала центром района, образованного из Шилкинской и Размахнинской волостей, а 9 января 1929 года получила статус рабочего посёлка. Во-вторых, выходя из разрухи, молодая советская страна вынуждена была покупать различные материалы и оборудование у зарубежных стран. Требовалось золото. Стали развиваться золотодобывающие рудники Балея и Дарасуна. Для последнего Шилка стала перевалочным пунктом. Для растущего рудника, а затем комбината поступало топливо, технические материалы, оборудование, продукты питания. С рудника вывозились руда и концентрат. Важным фактором последующего развития станции стало сооружение вторых путей, которое велось с 1932 по 1938 годы.
5 декабря 1933 года издано постановление правительства по усилению пропускной и провозной способности Забайкальской и Уссурийской железных дорог и укомплектованию дорог инженерно-техническими и рабочими кадрами. На дорогах предусматривалась организация сети технических железнодорожных школ с трехлетним сроком обучения и фабрично-заводских училищ. В Шилке создаётся ФЗУ НКПС, в 1934 году в него было принято 175 человек, окончили 134 человека. Было здесь и второе ФЗУ — горнопромышленного ученичества.
Население посёлка быстро росло. Если по переписи 1926 года в Шилке проживало 3663 человека, то на 1 января 1931 года — 5818 человек, на 1 января 1935 года — 8600 человек. Именно в эти годы на станции построено несколько корпусов паровозного депо, поворотный круг и эстакада, чётный парк станции, водоснабжение с реки Шилка (до этого существовала небольшая водокачка с реки Кия), вокзал, больница, школа, электростанция, большой жилой массив под названием Соцгород.
В 1932 году организована Шилкинская дистанция сигнализации и связи в границах Китайский разъезд (Тарская) — станция Пашенная (Чернышевск), включая ветки на Нерчинск, Сретенск, Букачачу. В том же году создан совхоз ДорУРСа, первым директором которого стал машинист паровозного депо Д. А. Могирев. В 1935 году организован вагонный участок, начальником которого был назначен Ф. А. Монахов В 1936 году организовано Шилкинское эксплуатационное отделение в границах Карымская — Укурей. В 1939 году введена в строй электростанция мощностью 996 кВт, построенная АмурЛАГом. Её первым начальником был назначен Р. М. Брюмер.
В апреле 1936 года был построен ж/д вокзал.
К концу 1930-х годов Шилка становится мощной станцией с большим путевым развитием, полным набором железнодорожных предприятий. О том, что её значение в жизни дороги выросло, свидетельствует тот факт, что в марте 1939 года делегатом на XVIII съезд партии от железнодорожников Забайкальской избирается кузнец Шилкинского паровозного депо Антон Колбин.
В 1930 годы в Шилке построили вокзал, несколько корпусов железнодорожного депо, больницу, электростанцию, жилой микрорайон Соцгород.
В 1951 году по указу властей поселок Шилка получил статус города.
В 1970-х годах в городе возвели завод ЖБИ, маслозавод, пищекомбинат, хлебоприемный пункт, новые микрорайоны, магазины, детские сады, школы, спортивные сооружения.

## Климат
- Преобладает резко континентальный климат

- Среднегодовая температура воздуха — −0,8 °C
- Среднегодовое количество осадков — 350 мм
- Относительная влажность воздуха — 61,9 %
- Средняя скорость ветра — 3,4 м/с

| Показатель                            | Янв.  | Фев.  | Март  | Апр.  | Май   | Июнь | Июль | Авг. | Сен.  | Окт.  | Нояб. | Дек.  | Год   |
| ------------------------------------- | ----- | ----- | ----- | ----- | ----- | ---- | ---- | ---- | ----- | ----- | ----- | ----- | ----- |
| Абсолютный максимум, °C               | 0,3   | 5,5   | 17,9  | 27,7  | 34,9  | 39,3 | 40,5 | 38,3 | 32,7  | 23,5  | 13,1  | 1,6   | 40,5  |
| Средний суточный максимум, °C         | −18,5 | −13,3 | −3,2  | 7,3   | 15,9  | 22,2 | 24,8 | 22,5 | 15,2  | 6,1   | −7,1  | −16,1 | 4,9   |
| Средняя температура, °C               | −24,1 | −18,9 | −9,1  | 1,9   | 10,5  | 16,9 | 19,2 | 16,8 | 9,5   | 0,5   | −12,3 | −21,7 | −0,8  |
| Средний суточный минимум, °C          | −29,9 | −24,6 | −15,4 | −3,7  | 4,9   | 11,6 | 14,2 | 11,7 | 3,7   | −5,3  | −17,9 | −27,7 | −6,6  |
| Абсолютный минимум, °C                | −49,3 | −45,3 | −39,3 | −28,5 | −10,9 | −4,1 | 0,7  | −3,9 | −10,4 | −28,3 | −38,3 | −48,8 | −49,2 |
| Источник: NASA. База данных RETScreen |       |       |       |       |       |      |      |      |       |       |       |       |       |

## Население
| 1910    | 1923    | 1926    | 1931    | 1935    | 1959    | 1967    |
| ------- | ------- | ------- | ------- | ------- | ------- | ------- |
| 1652    | ↗2193   | ↗3663   | ↗5818   | ↗8600   | ↗16 805 | ↘16 000 |
| 1970    | 1979    | 1989    | 1992    | 1996    | 2000    | 2001    |
| ↗16 065 | ↗17 198 | ↗18 057 | ↗18 200 | ↘16 200 | ↘15 900 | ↘15 700 |
| 2002    | 2003    | 2005    | 2006    | 2007    | 2008    | 2009    |
| ↘14 748 | ↘14 700 | ↘14 500 | ↘14 400 | ↘14 300 | ↘14 200 | ↘14 043 |
| 2010    | 2011    | 2012    | 2013    | 2014    | 2015    | 2016    |
| ↘13 947 | ↘13 900 | ↘13 701 | ↘13 535 | ↘13 292 | ↘13 162 | ↘12 983 |
| 2017    | 2018    | 2019    | 2020    | 2021    |         |         |
| ↘12 784 | ↘12 663 | ↘12 625 | ↘12 491 | ↘12 046 |         |         |

На 1 января 2024 года по численности населения город находился на неизвестном (невозможно определить город)-м месте из 1119 городов Российской Федерации.

## Образование и наука
Школы
- Средняя школа № 1
- Средняя школа № 2
- Средняя школа № 51
- Средняя школа № 52
- Открытая школа

Училища
- Многопрофильный лицей

Детские сады
- Детсад № 2 «Ласточка», филиалы: Детсад № 3 «Звёздочка», Детсад «Родничок»
- Детсад № 23 «Пчелка»
- Детсад № 110 «Улыбка»

Дополнительные образовательные учреждения
- МОУ ДОД «Детская школа искусств»
- МУДО «Шилкинский ДДЮ»
- МУДО «Шилкинская ДЮСШ»

## Здравоохранение
- Шилкинская центральная районная больница
- Ж/д поликлиника на ст. Шилка

## Транспортная инфраструктура
Шилка — участковая станция Забайкальской железной дороги. В нескольких километрах от города проходит дорога федерального значения «Амур». Также проходят автомобильные дороги регионального значения. До 1990-х годов существовал Аэродром.
Железнодорожная станция соединяет город с Нерчинском, Читой, Сретенском. С автостанции города регулярно отправляются автобусы в Читу, Урульгу, Богомягково, Танху, Верхнюю Талачу.
Городской транспорт представлен единственным маршрутом автобуса:
- Маршрут № 1. Кибасово- АТП-Мкр. Аргунь-с/х Дорурс.

## Достопримечательности
- Мемориал «Воинская и трудовая слава» на территории площади Мира. Обновленный объект общей стоимостью 4272854 рубля был открыт в сентябре 2018 года в рамках Губернаторского проекта «Забайкалье — территория будущего». Мемориал включает в себя аллею героев с именами и фотографиями воинов-шилкинцев, сражавшихся в годы Великой Отечественной войны, памятник-пушку тех времен, памятник «Родина-мать», олицетворяющий павших шилкинцев, которые сражались в годы Гражданской и Великой Отечественной войн[22].
- Памятник-паровоз серии Еа 2722 на привокзальной площади (ранее на улице Ленина). Это — символ доблести железнодорожников, трудившихся в разное время на паровозах этой серии, в том числе: Героя Советского Союза Василия Ивановича Баданина, Героя социалистического труда Семена Сергеевича Азаренкова[23].

## СМИ
Телевидение
На 2014 год в Шилке вещают 20 телеканалов цифрового эфирного телевидееия (DVB-T2) и 3 радиоканала «Радио России-Чита», «Маяк», «Вести-FM» цифрового ТВ («Первый мультиплекс»).
Радио в диапазоне FM
- «Радио России-Чита» 105,1 МГц
- Радио Сибирь 102,0 МГц

Печатные издания
- Еженедельная районная газета «Шилкинская правда»

## Религия
- Храм святых Апостолов Петра и Павла. Построен в 1906 году
- Церковь Евангельских христиан-баптистов
- Храм-часовня в честь Иконы Божией Матери «Воспитание».

## Люди, связанные с городом
- Баданин Василий Иванович[24] (1920—1994) — Герой Советского Союза.
- Бородин Николай Васильевич[24] (1918—1946) — Герой Советского Союза.
- Глазов Николай Елизарович[25] (1919—1943) — Герой Советского Союза.
- Пузырёв Фёдор Михайлович[26] (1920—2003) — участник Великой Отечественной войны, Герой Советского Союза. Почётный гражданин Читинской области. Почётный гражданин города Шилки.
- Рожнова Полина Константиновна — писательница.
- Соболев Афанасий Петрович[27] (1919—1958) — Герой Советского Союза.
- Вишняков Михаил  Евсеевич — поэт, писатель.
- Балябин Фрол Емельянович (1894—1919) — военный, революционер, Командир Аргунского и Даурского полка. Прибыл в Шилку в 1919 году, организовав сходку для сбора на Даурский фронт. Его именем, названа улица.
- Клоков Петр Яковлевич[25] (1924—1989) — Герой Советского Союза. Майор советской армии.